# Bacteria significans
Bacteria significans är en insektsart som beskrevs av Ludwig Redtenbacher 1908. Bacteria significans ingår i släktet Bacteria och familjen Diapheromeridae. Inga underarter finns listade.